# Краснофлотское (Калининградская область)
Краснофлотское — посёлок в Зеленоградском районе Калининградской области. Входит в состав Ковровского сельского поселения.

## Население
| 2002 | 2010 |
| ---- | ---- |
| 318  | ↗323 |

## История
Имение Корбен с 1895 года принадлежало Георгу Зиберту. Являлось образцовым скотоводческим хозяйством.
В 1946 году Корбен был переименован в поселок Краснофлотское.